# Anny De Decker

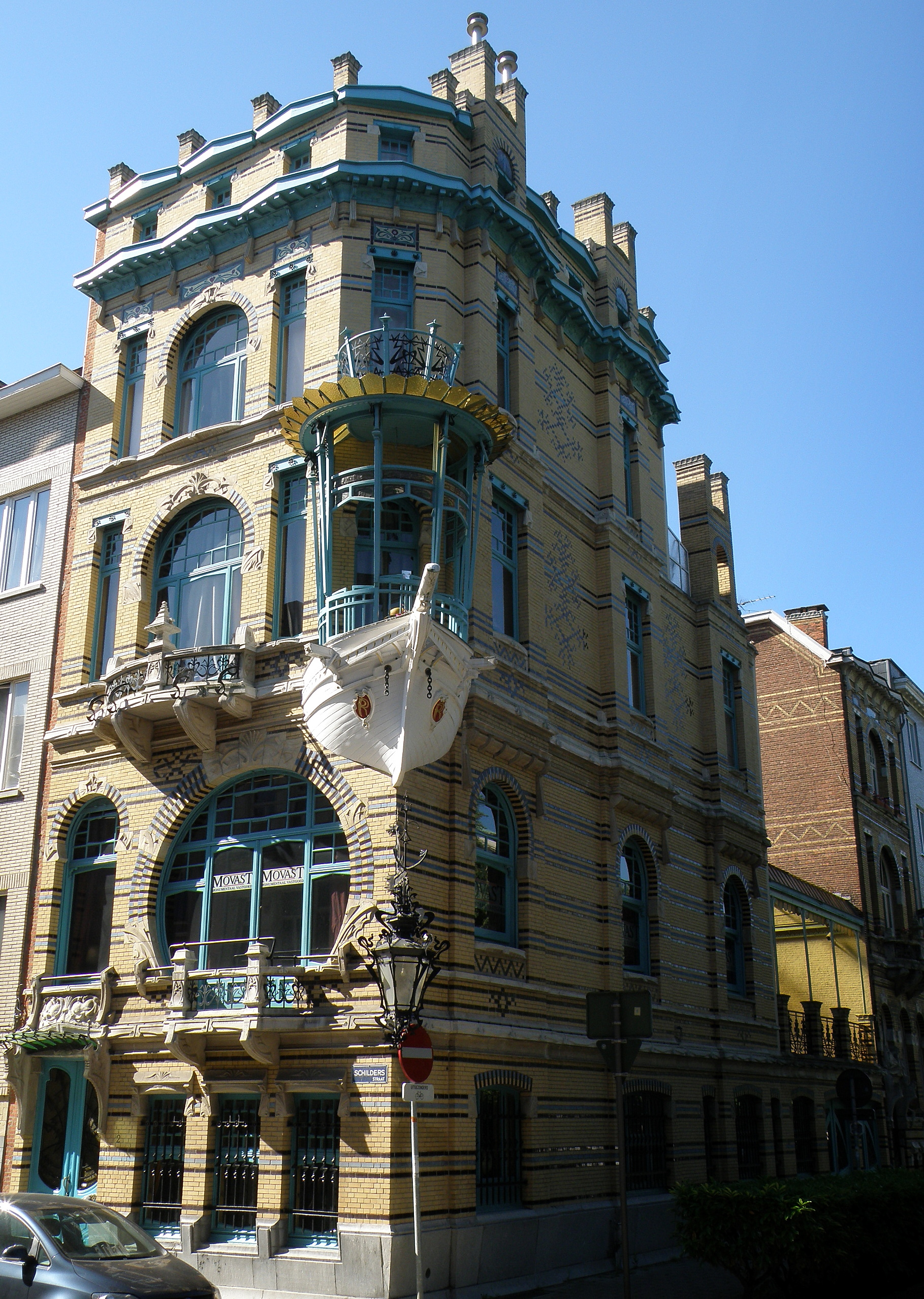
Pand "'t Bootje" (hoek Schildersstraat/ Plaatsnijdersstraat, Antwerpen) waar Anny De Decker woonde en Wide White Space Gallery op het gelijkvloers gevestigd was. (2010)

Anny De Decker (Antwerpen, 1937) is een Belgische kunsthistorica en kunstcritica. Ze was curator en stichter van de Antwerpse avant-garde galerie Wide White Space Gallery. Ze is de weduwe van de in 2010 overleden kunstenaar Bernd Lohaus.

## Biografie
Anny De Decker werd in 1937 geboren in Antwerpen. Ze studeerde oudheidkunde en kunstgeschiedenis aan de Katholieke Universiteit in Leuven en ging aan de slag als recensente voor het Nederlandse Handelsblad. Ze leerde in 1964 kunstenaar Panamarenko kennen wanneer ze zijn eerste tentoonstelling, 'kunststructuren', bezoekt in het Antwerpse C.A.W. (Comité voor Artistieke Werking). Tijdens een verblijf in Spanje in 1964 ontmoette ze via een gemeenschappelijke vriendin kunstenaar Bernd Lohaus, leerling van Joseph Beuys, kennen. In 1966 gingen Anny De Decker en Bernd Lohaus samenwonen in Antwerpen. In hun woonhuis stichtten ze Wide White Space Gallery, een galerie die zich richt op avant-garde en hedendaagse kunst. Datzelfde jaar trouwden De Decker en Lohaus.

### Wide White Space Gallery
De galerie was gevestigd op de gelijkvloerse verdieping van het iconische art-nouveaupand "'t Bootje" op de hoek van de Schildersstraat met de Plaatsnijdersstraat, achter het Koninklijk Museum voor Schone Kunsten Antwerpen. Wide White Space had de ambitie niet de zoveelste galerie te zijn van abstracte kunst maar zocht object- en conceptuele kunstenaars. De galerie opende op 18 maart 1966 met de tentoonstelling Milky Way Happening met werken en happenings van Bernd Lohaus, Panamarenko en Hugo Heyrman. Als reactie op de vernissages in traditionele galeries en in een poging om kunst dichter bij de mensen te brengen werd, op initiatief van Anny De Decker, buiten bij de ingang van de galerie een ijskar gezet en kreeg iedere bezoeker een ijsje aangeboden. Bij de opening van Marcel Broodthaers Moules Œufs, Frites, Pots Charbon op 26 mei 1966 werd deze actie herhaald met frieten. Door de goede banden met de Duitse galeriehouder Alfred Schmela werden de werken van de Amerikaanse kunstenaar Christo in 1967 tentoongesteld in Wide White Space. In 1969 werden Anny De Decker en Bernd Lohaus tijdens hun verblijf in de Verenigde Staten door Christo ontvangen in New York.
In 1967 krijgen De Decker en Lohaus hun eerste kind, Jonas Lohaus.
Op 17 januari 1969 installeerde kunstenaar Daniel Buren voor een eerste keer het werk Travail in situ, een reeks opgeplakte affiches die als uitnodiging werden gebruikt, in en buiten Wide White Space. Anny De Decker mocht de kleur van de strepen kiezen en koos voor groen, rood (1971), geel (1972), blauw (1973) en bruin (1974). De uitnodigingen werden later opgenomen in de collectie van het MoMA in New York.
De dochter van Anny De Decker en Bernd Lohaus, Stella Lohaus, werd in 1968 geboren.
Op de Biënnale van Venetië in 1968 ontmoetten De Decker en Lohaus de Argentijnse kunstenaar David Lamelas. Twee jaar later vond in Wide White Space een eerste tentoonstelling met zijn werk plaats.
Anny De Decker stond mee aan de wieg van het op 24 mei 1969 opgerichte ʻcommunicatie-centrumʼ A 37 90 89. Het ging om een alternatieve ruimte, gevestigd om de hoek van Wide White Space in de Beeldhouwersstraat tegenover het KMSKA. De Duitser Kaspar König werd aangesteld als coördinator.
In mei 1975 stopten Anny De Decker met Wide White Space Gallery. Enerzijds was er het gevoel dat de periode van experimenteren met conceptuele kunst voorbij was. Conceptuele kunst had erkenning gekregen en de grenzen van wat als kunst beschouwd kon worden leken bereikt te zijn. Anny De Decker was de conceptuele kunst beu geraakt, ze had het gevoel steeds dezelfde dingen terug te zien. Anderzijds was er minder tijd om de galerie uit te baten door familiale redenen. Het koppel was aan het verbouwen, had twee kleine kinderen rondlopen en Bernd Lohaus wilde meer tijd voor zijn eigen werk waardoor Anny De Decker vaak alleen in de galerie stond. Na lang aandringen van de groep mensen rond Wide White Space, die de sluiting betreurden, en in de hoop opnieuw gemotiveerd te geraken organiseerde De Decker in mei 1976 een tentoonstelling met Richard Long. Hoewel ze veel bewondering had voor zijn werk keerde het vuur niet terug. Anny De Decker voelde zich leeg en het verkopen dat gepaard ging met het openhouden van een galerie kon haar niet meer boeien. Een allerlaatste tentoonstelling, onder druk van hun vrienden, met Lawrence Weiner in mei 1977 betekende het definitieve einde van Wide White Space Gallery.

### Na Wide White Space Gallery
Eind jaren zeventig, begin jaren tachtig gaf Anny De Decker les aan het NHIBS, onderdeel van de Universiteit Antwerpen. Hier gebruikte ze haar ervaring uit de kunstwereld om de banden tussen het NHIBS en de Koninklijke Academie voor Schone Kunsten van Antwerpen terug te verstevigen.
Anny De Decker schreef voor verscheidene catalogi en tijdschriften over vele kunstenaars. In 1978 schreef ze mee aan de catalogus voor een drievoudige tentoonstelling rond werk van Panamarenko in het Paleis voor Schone Kunsten in Brussel, het Kröller-Müller Museum in Otterlo en de Nationalgalerie in Berlijn.
In 2002 schreef ze de catalogus bij een tentoonstelling in het KMSKA over Bruna Hautman.
In 1995 richtte Anny De Decker samen met haar dochter Stella Lohaus "HAUS (of Prints, Multiples, Drawings)" op. Ze produceerden en publiceerden edities en multiples met onder andere Thomas Schütte, Marijke van Warmerdam, Henk Visch, Jimmie Durham en Ann Veronica Janssens.
5 november 2010 overlijdt Bernd Lohaus op 70-jarige leeftijd. Twee jaar later, op 21 augustus 2012, richtten Anny De Decker, Jonas Lohaus en Stella Lohaus de Stichting Bernd Lohaus op voor het behoud en de promotie van het werk en de ideeën van Bernd Lohaus.
35 jaar na de laatste tentoonstelling in Wide White Space ontvangt Anny De Decker op 19 april 2012 in Keulen de prestigieuze Art Cologne Preis. Deze kunstprijs wordt ieder jaar opnieuw uitgereikt aan een opmerkelijke galerie.
De tentoonstelling DE ZEE - salut d’honneur Jan Hoet, waarvoor curator Jan Hoet vlak voor zijn overlijden de krijtlijnen uitzette, liep van oktober 2014 tot april 2015 in Mu.ZEE in Oostende. Anny De Decker en dochter Stella Lohaus kwamen helpen bij het opstellen van een titelloos werk, bestaande uit negen sculpturen uit wrakhout en andere fragiele materialen, van Bernd Lohaus.
In 2019 leverde Anny De Decker een bijdrage over de tentoonstellingen van Marcel Broodthaers in de Wide White Space Gallery in de publicatie Marcel Broodthaers 'Soleil Politique', uitgegeven door het M HKA, die de tentoonstelling Soleil Politique begeleidde.